# Circondario della Wartburg
Il circondario della Wartburg (in tedesco Wartburgkreis) è un circondario (Landkreis) della Turingia, in Germania.
Capoluogo e centro maggiore è Bad Salzungen.

## Suddivisione amministrativa

### Città e comuni
Tra parentesi gli abitanti al 31 dicembre 2021, il capoluogo della comunità amministrativa è contrassegnato da un asterisco.
Città e comuni indipendenti
1. Barchfeld-Immelborn (4 500)
2. Bad Liebenstein, città (7 700)
3. Eisenach, (grande città di circondario) (41 806)
4. Gerstungen (9 026)
5. Hörselberg-Hainich (6 081)
6. Krayenberggemeinde (4 971)
7. Treffurt, città (5 874)
8. Unterbreizbach (3 321)
9. Vacha, città (4 966)
10. Werra-Suhl-Tal, città (6 325)
11. Wutha-Farnroda (6 271)

Comuni con funzione di comunità amministrativa (Erfüllende Gemeinde)

1. Bad Salzungen, città (22 976), amministra il comune di:
  1. Leimbach (1 724)
2. Dermbach (7 153), amministra i comuni di:
  1. Empfertshausen (515)
  2. Oechsen (590)
  3. Weilar (838)
  4. Wiesenthal (742)
3. Geisa, città (4 777), amministra i comuni di:
  1. Buttlar (1 250)
  2. Gerstengrund (65)
  3. Schleid (1 022)
4. Ruhla, città (5 352), amministra il comune di:
  1. Seebach (1 768)

### Comunità amministrative (Verwaltungsgemeinschaft)
- Verwaltungsgemeinschaft Hainich-Werratal (9 287)

1. Amt Creuzburg, città * (4 658)
2. Berka v. d. Hainich (721)
3. Bischofroda (640)
4. Frankenroda (315)
5. Hallungen (184)
6. Krauthausen (1 574)
7. Lauterbach (659)
8. Nazza (536)